# Stefan Lochner

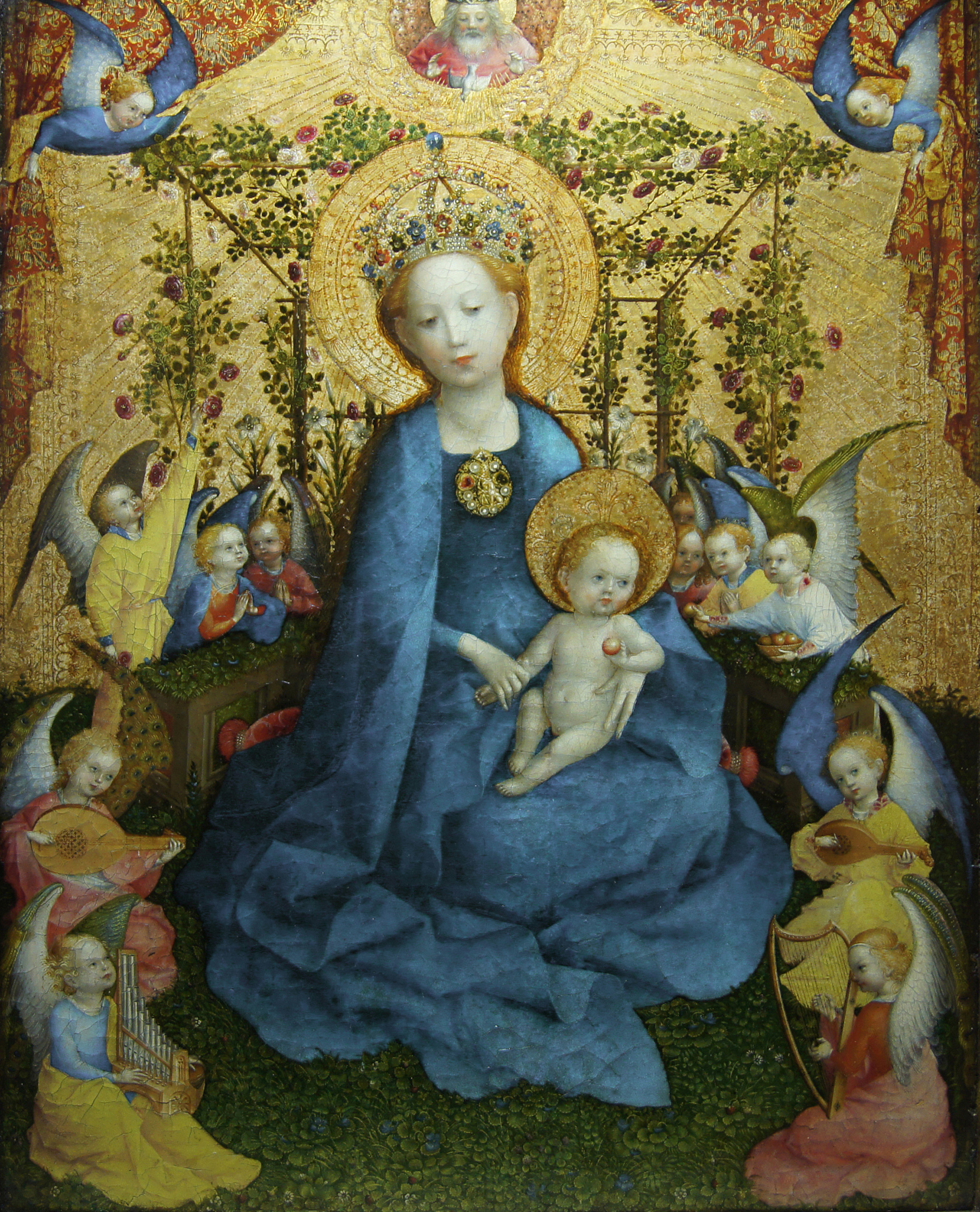
Jungfru Maria i rosengården (cirka 1450). Wallraf-Richartz-Museum i Köln.

Stefan Lochner, även Stephan Lochner, född cirka 1410 i Meersburg, död 1451 i Köln, var en tysk målare, i huvudsak verksam i Köln.

## Biografi
Kända uppgifter om Lochners liv är mycket knapphändiga. Han tros ha kommit från Meersburg, nära Bodensjön, men hans stil bär dock inga spår av konsten i den regionen. Hans talang erkändes från tidig ålder, och han utbildade sig till målare i Nederländerna under en mästare vars namn är okänt. Hans arbete har påverkats av Jan van Eyck och Rogier van der Weyden, vars stilar kan spåras i Lochners senare verk, även om ingen av dem tros vara den som han hade studerat hos.
Lochner flyttade till Köln 1442, då han fick i uppdrag att utföra dekorationer i samband med firandet av besök av kejsar Fredrik III. Han blev allmänt hyllad som den mest kapabla och moderna målaren i staden, och blev känd som "Maister Steffan". Det finns inga kvarvarande uppgifter om honom efter julen 1451; hans föräldrar dog i slutet av detta år, och det är känt att han var oförmögen att resa till Meersburg för att bevaka sitt arv och sin egendom. Det förutsätts att han var då redan sjuk och dog kort därefter.

## Eftermäle
Asteroiden 12616 Lochner är uppkallad efter honom.

## Lochners måleri
Lochners måleri fungerar som en länk mellan sengotiken och ungrenässansen. Han påverkades av bland annat Jan van Eycks måleri.
Bland hans verk märks Konungarnas tillbedjan, målad på 1440-talet för rådhuskapellet i Köln. Stadens skyddshelgon sankt Ursula och sankt Gereon med följen iförda rika dräkter av typisk 1400-talsstil pryder flyglarna. Hans mest berömda verk torde vara Maria i Rosenhag, där Madonnan och Jesusbarnet sitter i en blomstersirad lövsal, omgiven av fjärilslika änglar i strålande färger mot en bakgrund av guld.